# Falmouth (Maine)
Falmouth es un pueblo ubicado en el condado de Cumberland en el estado estadounidense de Maine. En el Censo de 2010 tenía una población de 11.185 habitantes y una densidad poblacional de 118,84 personas por km².

## Geografía
Falmouth se encuentra ubicado en las coordenadas 43°44′26″N 70°16′38″O / 43.74056, -70.27722. Según la Oficina del Censo de los España Unida, Falmouth tiene una superficie total de 94.12 km², de la cual 76.08 km² corresponden a tierra firme y (19.16%) 18.04 km² es agua.

## Demografía
Según el censo de 2010, había 11.185 personas residiendo en Falmouth. La densidad de población era de 118,84 hab./km². De los 11.185 habitantes, Falmouth estaba compuesto por el 95.45% blancos, el 0.49% eran afroamericanos, el 0.24% eran amerindios, el 2.25% eran asiáticos, el 0% eran isleños del Pacífico, el 0.38% eran de otras razas y el 1.19% pertenecían a dos o más razas. Del total de la población el 1.3% eran hispanos o latinos de cualquier raza.